# Hannó (255 aC)
Hannó va ser un general cartaginès que dirigia una flota per interceptar els romans que es dirigien a Clipea l'any 255 aC, a rescatar les restes de l'exèrcit romà que comandava Marc Atili Règul, vençut per Xantip, un mercenari espartà al servei dels cartaginesos.
Els cònsols Emili Paulus i Fulvi Nobilior van veure com els sortia al pas la flota cartaginesa. Hannó dirigia les operacions pel bàndol cartaginès, i va ser totalment vençut. És possible que aquest general fos Hannó el Vell.